# Madruga
Madruga är en ort i Kuba.   Den ligger i provinsen Provincia Mayabeque, i den västra delen av landet, 60 km öster om huvudstaden Havanna. Madruga ligger 163 meter över havet och antalet invånare är 33 798.
Terrängen runt Madruga är platt. Runt Madruga är det ganska tätbefolkat, med 58 invånare per kvadratkilometer. Närmaste större samhälle är Güines, 19,5 km väster om Madruga. Omgivningarna runt Madruga är en mosaik av jordbruksmark och naturlig växtlighet.